# Предволжье
Предволжье — географическая область России, расположенная западнее Волги на территории исторической области Горная сторона в пределах Казанского ханства.
Сейчас целиком находится на территории Республики Татарстан, условно разделяемой на три природно-географических района: Предволжье, Предкамье и Закамье.

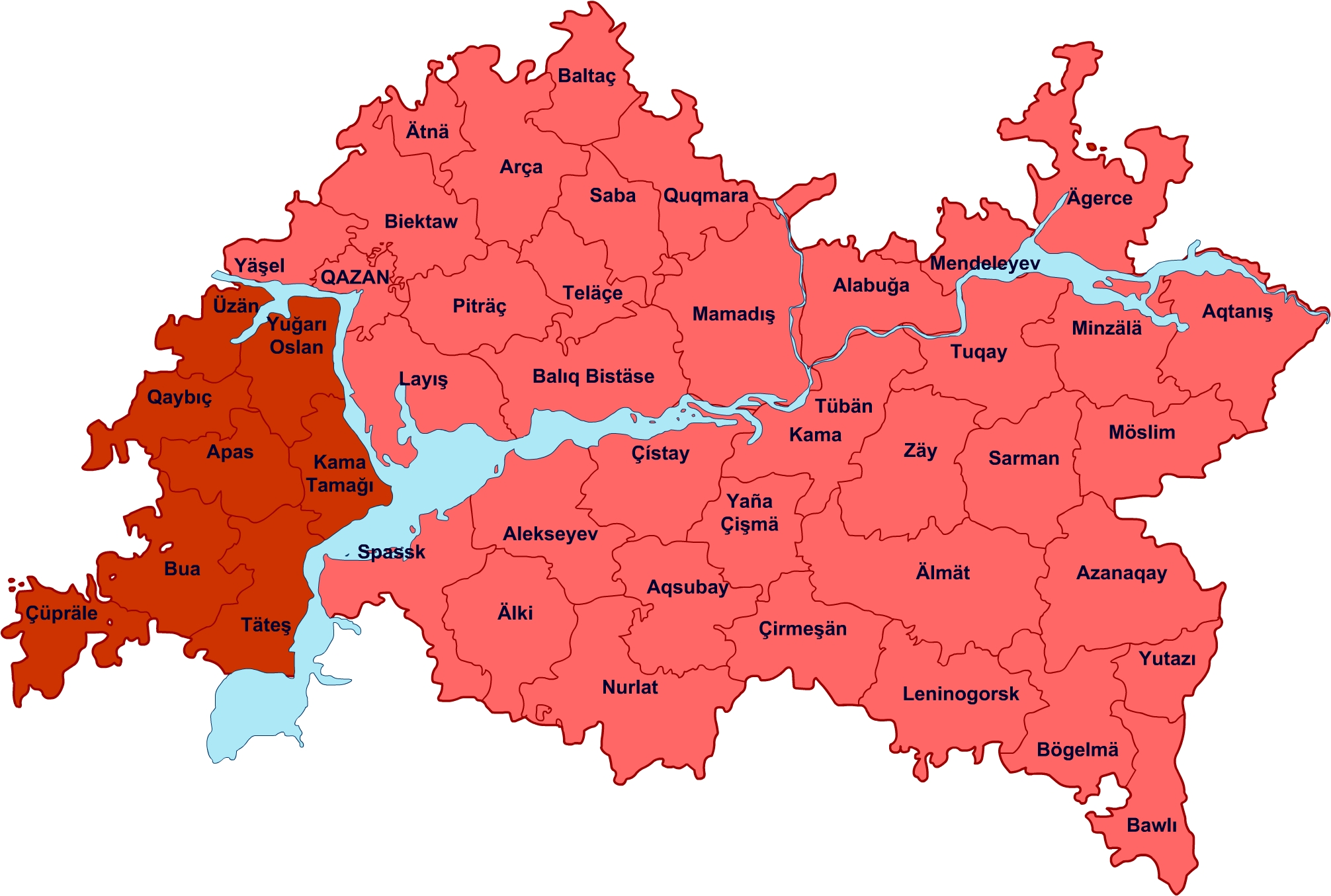
Расположение Предволжья в современном Татарстане.

## География

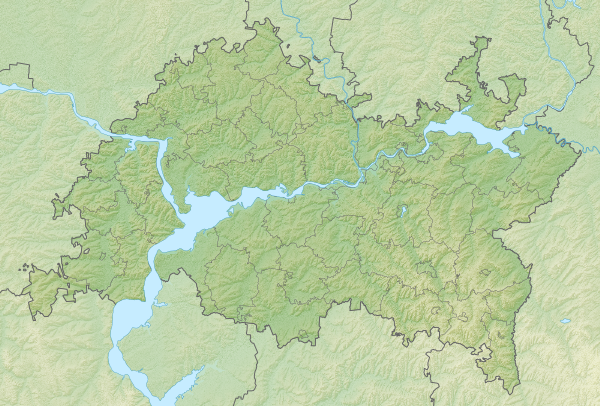
Карта Татарстана

Вся территория Предволжья находится в лесостепной зоне. Рельеф преимущественно холмистый. Много оврагов, часто встречаются карстовые провалы. Около 43 % площади приходится на плодородные чернозёмные почвы. Естественные леса занимают не более 10 % территории, пахотные земли — от 55 % общей площади на востоке до 85 % на западе.
Климат умеренно континентальный. Годовое количество осадков от 500 до 540 мм.

## Хозяйственное использование
В Предволжье добывают природный камень (гипс, известняк).
В сельском хозяйстве преоблажает полеводство, в том числе выращивание сахарной свёклы. Развито также садоводство.

## Административные районы

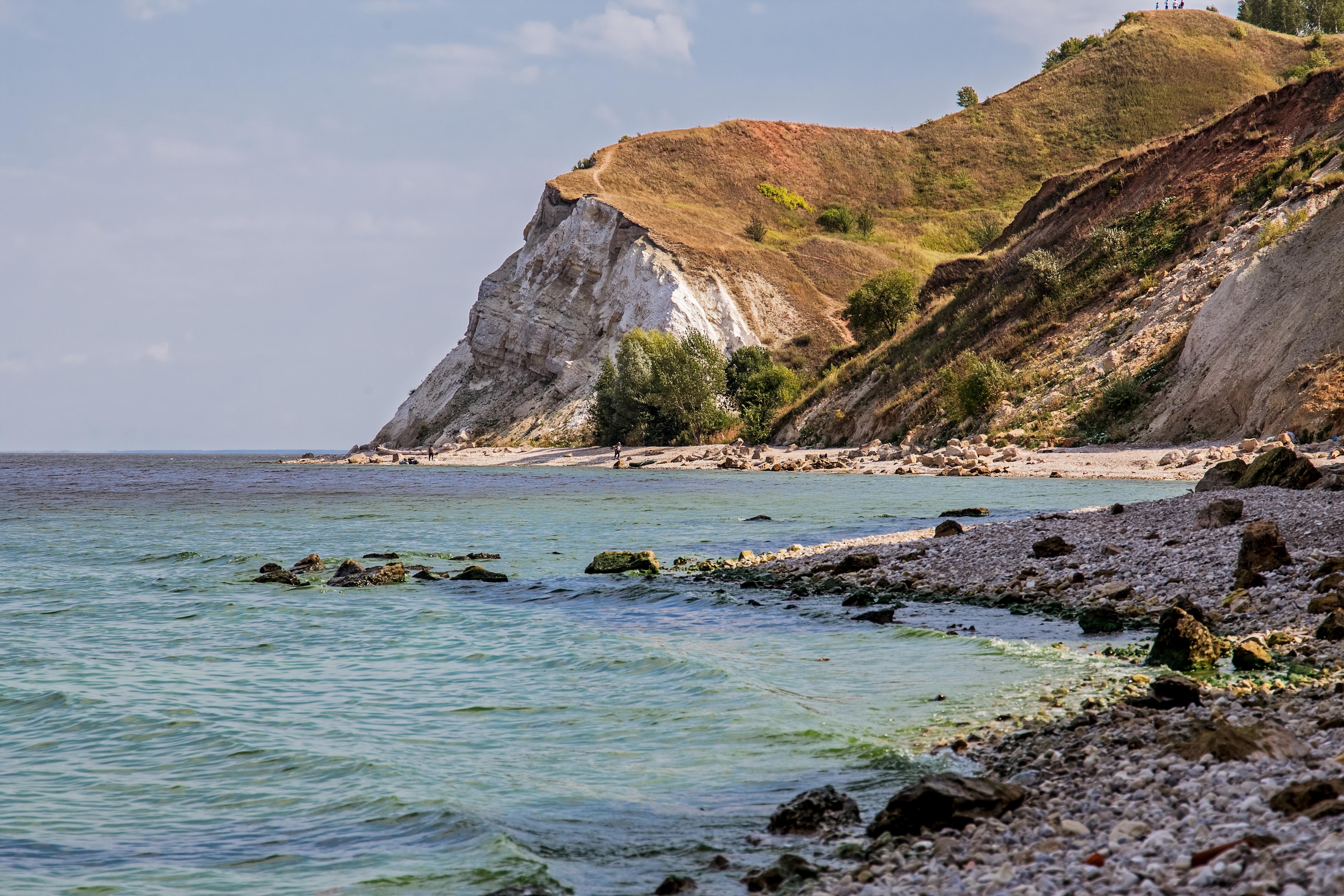
Берег Волги и гора Лобач

На территории Предволжья расположены следующие административные районы Татарстана:
- Апастовский район,
- Буинский район,
- Верхнеуслонский район,
- Дрожжановский район,
- Кайбицкий район,
- Камско-Устьинский район,
- Тетюшский район.

Также к Предволжью относится правобережная часть Зеленодольского района.

## Природные памятники
В Предволжье находятся памятники природы Татарстана, главным образом регионального значения:
- Свияжский заказник на реке Свияге в Зеленодольском и Верхнеуслонском районах;
- Печищинский геологический разрез около села Печищи в Верхнеуслонском районе;
- гора Лобач возле посёлка городского типа Камское Устье в Камско-Устьинском районе;
- Юрьевская пещера около посёлка городского типа Тенишево в Камско-Устьинском районе.

В Камско-Устьинском районе возле села Сюкеево до 1958 года находились Сюкеевские пещеры, разрушившиеся после затопления Куйбышевского водохранилища.

## Культурно-исторические памятники
В Зеленодольском районе находится остров-град Свияжск.